# مارلنه واینگارتنر
 مارلنه واینگارتنر (انگلیسی: Marlene Weingärtner؛ زاده ۳۰ ژانویهٔ ۱۹۸۰) یک تنیس‌باز اهل آلمان است. 